# Burg Najac
Die Burg Najac (französisch Château de Najac) ist die Ruine einer mittelalterlichen Gipfelburg in der französischen Gemeinde Najac im Département Aveyron, Region Okzitanien. Sie ist eine der stärksten Befestigungen in der Region und wurde nie erobert.
Die Anlage steht als Monument historique seit Juli 1925 unter Denkmalschutz.

## Anlage
Die Burganlage wurde in mehreren Etappen errichtet. Der älteste Teil ist ein rechteckiger Donjon. Dieser wurde dann zu einem der Ecktürme der rechteckigen Kernburg mit ihren acht Meter hohen Ringmauern. Die stärkste Befestigung ist der runde Donjon, mit 11 Meter Durchmesser und 40 Meter Höhe, der den Rest der Burg überragt. Dieser Turm ragt aus der Ringmauer hervor und verteidigt diese durch flankierendes Feuer, was ein Donjon in Inneren des Burghofs nicht leisten kann. Das Tor wird von einer Zugbrücke und Barbakane geschützt.
Die Burg Najac liegt auf dem Gipfel eines schwer zugänglichen Hügels in einer Flussschleife, was sie schwer angreifbar macht. Eine zweite niedrigere Ringmauer liegt weiter unten auf dem Hügel um die Kernburg.